# Happy Tree Friends
Happy Tree Friends («Els feliços amics de l'arbre» en anglès) és una sèrie televisiva, que també es pot veure per Internet, creada per Rhode Montijo, Kenn Navarro, Warren Graff, i Aubrey Ankrum. Es mostra en dibuixos animats i conté escenes sanguinàries.